# SFINAE
SFINAE (англ. substitution failure is not an error, «неудавшаяся подстановка — не ошибка») — правило языка C++, связанное с шаблонами и перегрузкой функций. Широко применяется «не по назначению» — для рефлексии при компиляции: в зависимости от свойств типа компиляция идёт по тому или другому пути.
Правило SFINAE гласит: Если не получается рассчитать окончательные типы/значения шаблонных параметров функции, компилятор не выбрасывает ошибку, а ищет другую подходящую перегрузку. Ошибка будет в трёх случаях:
- Не нашлось ни одной подходящей перегрузки.
- Нашлось несколько таких перегрузок, и компилятор не может решить, какую взять.
- Перегрузка нашлась, она оказалась шаблонной, и при инстанцировании шаблона случилась ошибка.

## История
Правило существовало ещё в C++98, и было придумано, чтобы программа не выдавала ошибок, если где-то в заголовочных файлах оказался одноимённый шаблон, далёкий от контекста. Но впоследствии оно оказалось удобно для рефлексии при компиляции. Саму аббревиатуру SFINAE придумал Дэвид Вандервурд, автор книги «Шаблоны C++» (2002).
В Boost добавили несложный шаблон enable_if, действующий на правиле SFINAE и позволяющий инстанцировать шаблон при определённых условиях.
В стандарте C++11 правило SFINAE было несколько уточнено, концептуально не меняясь. Туда же вошёл и шаблон enable_if (вообще у Boost позаимствованы chrono, random, filesystem и многое другое).
В C++17 добавили конструкцию if constexpr(), несколько снизившую надобность в SFINAE.
В C++20 появилась конструкция explicit (true). С одной стороны, константа в скобках — тоже часть подстановки, и если её не получится рассчитать, это будет неудавшаяся подстановка. С другой — она также снижает надобность в SFINAE.

## Изначальное назначение
Предположим, надо вызвать функцию
```
f
(
1
,
 
2
);

```

Есть такие версии этой функции:
```
(
1
)
 
void
 
f
(
int
,
 
std
::
vector
<
int
>
);

(
2
)
 
void
 
f
(
int
,
 
int
);

(
3
)
 
void
 
f
(
double
,
 
double
);

(
4
)
 
void
 
f
(
int
,
 
int
,
 
char
,
 
std
::
string
,
 
std
::
vector
<
int
>
);

(
5
)
 
void
 
f
(
std
::
string
);

(
6
)
 
void
 
f
(...);

```

Компилятор собирает эти функции в список и находит лучшую по определённым правилам — производит разрешение перегрузки (англ. overload resolution).
1. Сначала компилятор отбрасывает функции, которые не подходят по количеству параметров — (4) и (5).
2. Затем отбрасываются шаблонные подстановки, где не удалось рассчитать типы входных параметров и возврата — таковых нет.
3. Потом отбрасывается функция (1) — для неё нет подходящего преобразования типов.
4. Из оставшихся (2), (3) и (6) по довольно сложным правилам компилятор выбирает (2) — оба типа точно совпадают. Если бы такого «абсолютного победителя» не было, компилятор выдал бы ошибку, указав, между какими вариантами он колеблется.

Шаг 2, связанный с шаблонными функциями, пока не задействован. Добавим к нашему списку ещё две функции.
```
(
7
)
 
template
<
typename
 
T
>

    
void
 
f
(
T
,
 
T
);

(
8
)
 
template
<
typename
 
T
>

    
void
 
f
(
T
,
 
typename
 
T
::
iterator
);

```

Функция 7 будет отброшена на четвёртом шаге, потому что нешаблонная функция всегда «сильнее» шаблонной.
Шаблон 8 далёк от нашей задачи, так как рассчитан на некий класс, имеющий внутри тип iterator. Второй шаг и есть SFINAE: компилятор говорит, что T = int, пробует подставить int в шаблон, и отбрасываются те шаблоны, где подстановка не привела к успеху. Поэтому неудавшаяся подстановка — не ошибка.

## Пример рефлексии при компиляции через SFINAE
Этот пример компилируется даже на C++03.
```
#include
 
<iostream>

#include
 
<vector>

#include
 
<set>

template
<
typename
 
T
>

class
 
DetectFind

{

    
struct
 
Fallback
 
{
 
int
 
find
;
 
};
 
// add member name "find"

    
struct
 
Derived
 
:
 
T
,
 
Fallback
 
{
 
};

    
template
<
typename
 
U
,
 
U
>
 
struct
 
Check
;

    
typedef
 
char
 
Yes
[
1
];
  
// typedef for an array of size one.

    
typedef
 
char
 
No
[
2
];
  
// typedef for an array of size two.

    
template
<
typename
 
U
>

    
static
 
No
&
 
func
(
Check
<
int
 
Fallback
::*
,
 
&
U
::
find
>
 
*
);

    
template
<
typename
 
U
>

    
static
 
Yes
&
 
func
(...);

  
public
:

    
typedef
 
DetectFind
 
type
;

    
enum
 
{
 
value
 
=
 
sizeof
(
func
<
Derived
>
(
0
))
 
==
 
sizeof
(
Yes
)
 
};

};

int
 
main
()

{

    
std
::
cout
 
<<
 
DetectFind
<
std
::
vector
<
int
>
 
>::
value
 
<<
 
' '

              
<<
 
DetectFind
<
std
::
set
<
int
>
 
>::
value
 
<<
 
std
::
endl
;

    
return
 
0
;

}

```

Принцип действия: в строке sizeof(func<Derived>(0)) происходит разрешение перегрузки, и конкретный тип Check<int Fallback::*, &U::find> * сильнее, чем переменные аргументы .... Из-за того, что func под sizeof, нет нужды инстанцировать шаблонные функции, достаточно подставить типы — потому у функций только заголовки без тел. Вторая функция, возвращающая тип Yes, подставится всегда, а что же с первой?
Она подставится, если шаблонный тип Check будет существовать (поскольку Check под указателем, точный тип не важен, главное — существование). Первый параметр шаблона — тип, второй — константа этого типа. В качестве типа берётся указатель на int-поле объекта Fallback (по факту — смещение от начала объекта до поля), в качестве константы — указатель на поле find. Константа будет определена и иметь нужный тип, если единственное поле Derived::find взято у объекта Fallback — то есть отсутствует другой find, позаимствованный у T.